# Owen Chase

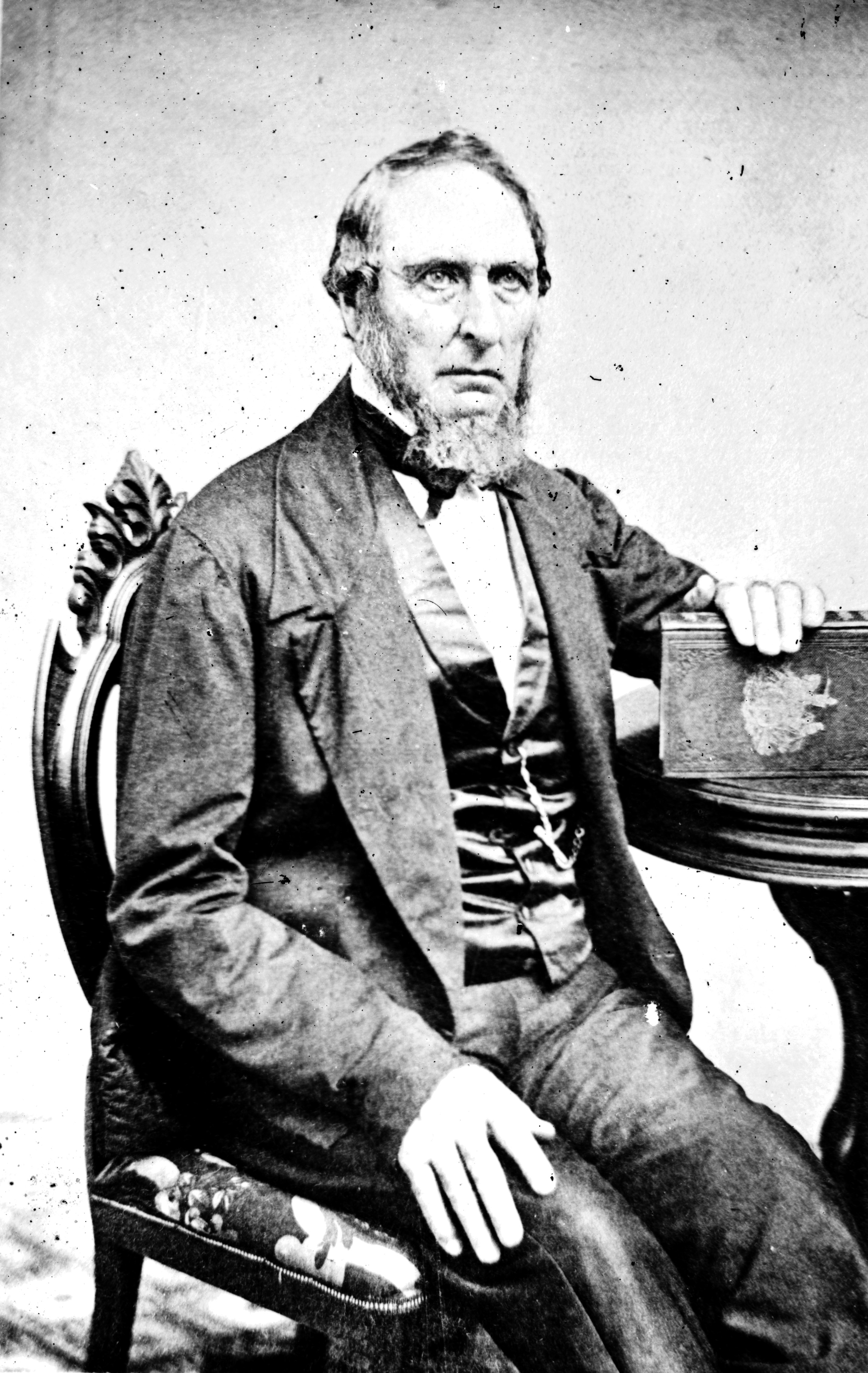
Owen Chase im Alter

Owen Chase (* 1797 in Nantucket; † 11. Juni 1869) war ein amerikanischer Seemann aus Nantucket und Erster Offizier („First Mate“) des Neuengland-Walfängers Essex, der am 20. November 1820 auf der Position 0° 41′ S, 118° 0′ W im Pazifik von einem sehr großen Pottwal attackiert, zum Kentern und schließlich zum Sinken gebracht wurde.

## Leben

### Nach dem Untergang derEssex
Owen Chase und die übrige Mannschaft konnten sich zunächst in drei Boote mit Wasser und Proviant retten und versuchten, die südamerikanische Küste zu erreichen. Die Rettung gelang von den ursprünglich zwanzig Besatzungsmitgliedern nur fünf bereits dem Tode nahen Männern nach einer dreimonatigen strapaziösen Fahrt in den zerbrechlichen offenen Booten. Drei zwischenzeitlich auf der einsamen Insel Henderson verbliebene Besatzungsmitglieder konnten ebenfalls gerettet werden. Eines der drei Boote blieb verschollen.
Diese Geschichte beschrieb Owen Chase in seinem Buch Narrative of the Most Extraordinary and Distressing Shipwreck of the Whale-Ship Essex, of Nantucket; Which Was Attacked and Finally Destroyed by a Large Spermaceti-Whale, in the Pazific Ocean; with an Account of the Unparalleled Sufferings of the Captain and Crew during a Space of Ninety-Three Days at Sea, in Open Boats; in the Years 1819 & 1820. New York 1821.

### Fortführung von Seefahrt und Walfang
Im Dezember 1821 heuerte Chase als Obermaat auf dem Walfänger Florida an, der am 20. Dezember 1821 New Bedford verließ und am 26. November 1823 wieder dorthin zurückkehrte. Im August 1825 fuhr Chase als Kapitän der Winslow wieder auf See und kehrte mit dem Schiff am 20. Juni 1827 zurück.
Danach blieb Chase zwei Jahre in Nantucket, während er den Bau seines eigenen Schiffes Charles Carrol überwachte. Mit diesem stach er am 10. Oktober 1832 in See und kehrte nach dreieinhalb Jahren im März 1836 in den Heimathafen zurück. Eine weitere, vierjährige Fahrt mit der Charles Carrol endete am 15. Februar 1840 im Hafen von Vineyard Haven in Massachusetts.

### Verbindung zu Melville
Zwanzig Jahre nach dem Untergang der Essex erhielt Herman Melville Chases Buch bei einem zufälligen Zusammentreffen mit Stephan (laut anderen Berichten war der Vorname des jungen Mannes William), dem sechzehnjährigen Sohn O. Chases, aus dessen Händen. Er erzählte dem jungen Herman Melville die Geschichte seines Vaters. Die Darstellung der Pottwal-Attacke verwandte Melville neben anderen realen Ereignissen in seinem 1851 erschienenen Buch Moby Dick.

## Ausgaben
- Owen Chase: The wreck of the whaleship Essex : a narrative account. Harcourt Brace & Co., San Diego 1999, ISBN 0-15-600689-8.
- Owen Chase: Der Untergang der Essex. Die Hanse Verlag, Hamburg 2000, ISBN 3-434-52565-3.
- Owen Chase: Narrative of .... (Nachdruck). New York 1999, ISBN 0-15-600689-8.
- Owen Chase: Der Untergang der Essex. Piper, Zürich 2002, ISBN 3-492-23514-X.
- Owen Chase: Tage des Grauens und der Verzweiflung. Hrsg. von Michael Klein, Morio-Verlag, Heidelberg 2019, ISBN 978-3-945424-71-1.